# アラニス・モリセット
アラニス・モリセット（Alanis Morissette、1974年6月1日 -) は、カナダの女性シンガーソングライター、女優。オンタリオ州オタワ出身のフランス系カナダ人。2009年現在、全世界アルバムトータルセールスは6000万枚を超える。

## 来歴

### デビューまで
1974年6月1日に、カナダオンタリオ州オタワで生まれる。幼年期は西ドイツで過ごし、6歳の頃からピアノを覚え9歳で曲を書き始めるようになる。1984年、10歳の時にTV番組にレギュラー出演することになる。そこで稼いだお金を資金源に自主制作でCDシングルを2000枚リリースし、それを聴いてアラニスに才能を感じたMCAカナダと1988年に契約を結ぶことになった。

### デビュー
高校生であった1991年4月に、カナダ限定でデビューアルバム『Alanis』をリリースし、このアルバムがカナダでプラチナム・ディスクを獲得する大ヒットを記録する。また、このアルバムからのシングル「Too Hot」「Walk Away」「Feel Your Love」のいずれもヒットを記録するなど、カナダ国内で圧倒的な人気を獲得。直後に開催されたカナダ最大の音楽の祭典「ジュノー賞」において「Most Promising Female Vocalist of the Year」「Single of the Year」「Best Dance Recording」の3部門にノミネートされ、「Most Promising Female Vocalist of the Year」を獲得。
1992年8月には、セカンド・アルバム『Now Is the Time』をリリース。こちらもカナダ限定リリースで、「An Emotion Away」「No Apologies」「(Change Is) Never a Waste of Time」などのヒット曲が収録されている。アルバム自体のセールスは伸びず、結果的に彼女は所属していたメジャーレーベルのMCAカナダから離脱した。

### 世界デビュー
1993年の高校卒業と同時にオタワからトロントへ、19歳の時に単身でアメリカのロサンゼルスへ移り住んでおり、そこで様々な経験を経て、20歳の時にマドンナの経営するメジャーレーベル「マーヴェリック・レコード」と契約を結ぶことに成功する。
1995年に世界デビューとなる3rdアルバム『ジャグド・リトル・ピル』をマーヴェリック・レコードからリリースする。音楽性も以前の2枚のアルバムとは異なり、よりグランジやオルタナティブ・ロック寄りのサウンドとなっている。それ以前は、一般的にダンスやダンスポップと称される曲を発表してきただけに、非常に大幅に方向性を変える事となった。
その後、このアルバムに収録されている、自分を捨てた元カレに向けての辛辣なメッセージを、激しいロックスタイルで歌った楽曲「ユー・オウタ・ノウ」が、アメリカのラジオ局でパワープレイとなり、立て続けに「オール・アイ・リアリー・ウォント」「ハンド・イン・マイ・ポケット」「アイロニック」とヒット曲を連発する。特に 「アイロニック」は代表曲として人気が高く、1997年に開催されたグラミー賞にて「レコード・オブ・ザ・イヤー」にもノミネートされた。これらのヒット曲の効果も相まって、アルバム『ジャグド・リトル・ピル』は全米で1600万枚、全世界で3300万枚を売り上げる記録的な大ヒットとなり、女性アーティストによる世界デビューアルバムの売り上げとしては異例な結果となった。
その後、開催されたジュノー賞1996においては「年間最優秀アルバム賞」、「年間最優秀シングル賞(「ユー・オウタ・ノウ」が受賞)」、「Female Vocalist of the Year」、「Songwriter of the Year」、「Best Rock Album」等の計6部門を、1996年グラミー賞においては「最優秀女性ロック・ヴォーカル・パフォーマンス賞」、「最優秀ロック楽曲賞 (「ユー・オウタ・ノウ」が受賞)」、「最優秀ロック・アルバム賞」の計3部門を、1998年のグラミー賞では「Jagged Little Pill Live」のミュージックビデオが「最優秀ミュージック・ビデオ賞」を受賞している。

### サポーズド・フォーマー・インファチュエイション・ジャンキー
1998年11月3日には、4thアルバム『サポーズド・フォーマー・インファチュエイション・ジャンキー』をリリースし、全米ビルボードアルバムチャートにて初登場1位を記録する。同アルバムは、ローリング・ストーン誌を始めとする各メディア界から高い評価を得るものの、セールス面では前作に及ばず、全米でのセールスは260万枚に留まった。1999年グラミー賞において「最優秀ロック楽曲賞」、「最優秀女性ロック・ヴォーカル・パフォーマンス賞」の計2部門を受賞。2000年のグラミー賞においては、全米シングルチャートにて最高17位を記録した同アルバムからの1stシングル「Thank U」が「最優秀女性ポップ・ヴォーカル・パフォーマンス賞」にノミネートされている。その他にも、このアルバムからは「ジョイニング・ユー」、「アンセント」、「ソー・ピュア」等がシングル・カットされている。
1999年11月にはMTVアンプラグドでのライブを収録した初のライブアルバム『MTV アンプラグド』もリリースしており、全米で64万枚を売り上げている。このライブアルバムには、既存曲のライヴ音源の他、ザ・ポリスのカバー曲「キング・オブ・ペイン」と、新曲「ノー・プレッシャー・オーヴァー・カプチーノ」の2曲が特別に収録されている。また、「ウッドストック 1999」でもライヴを行っており、このとき披露した楽曲「ソー・ピュア」が、2001年グラミー賞にて「最優秀女性ロック・ヴォーカル・パフォーマンス賞」にノミネートされている。2001年のフジロックフェスティバルにも出演。

### アンダー・ラグ・スウェプト

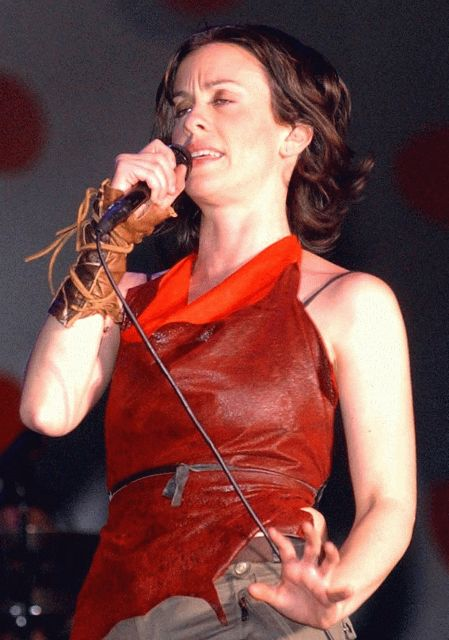

2002年1月には、初のセルフプロデュース作となる5thアルバム『アンダー・ラグ・スウェプト』をリリースし、世界12カ国にて初登場1位を記録。このアルバムからは、カナダシングルチャートで1位に輝いた「ハンズ・クリーン」を始め、「ソー・アンセクシー」、「プレシャス・イリュージョンズ」などのヒット曲が生まれており、結果的に全世界で500万枚、日本でも30万枚以上を売り上げるヒットを記録する。同時に、14カ国以上でゴールド・ディスク以上を獲得。
また、2002年12月には未発表曲入りCDとライヴDVDをセットにした『フィースト・オン・スクラップス』もリリースされ、ジュノー賞において「Music DVD of the Year」にノミネートされている。

### ソー・コールド・カオス

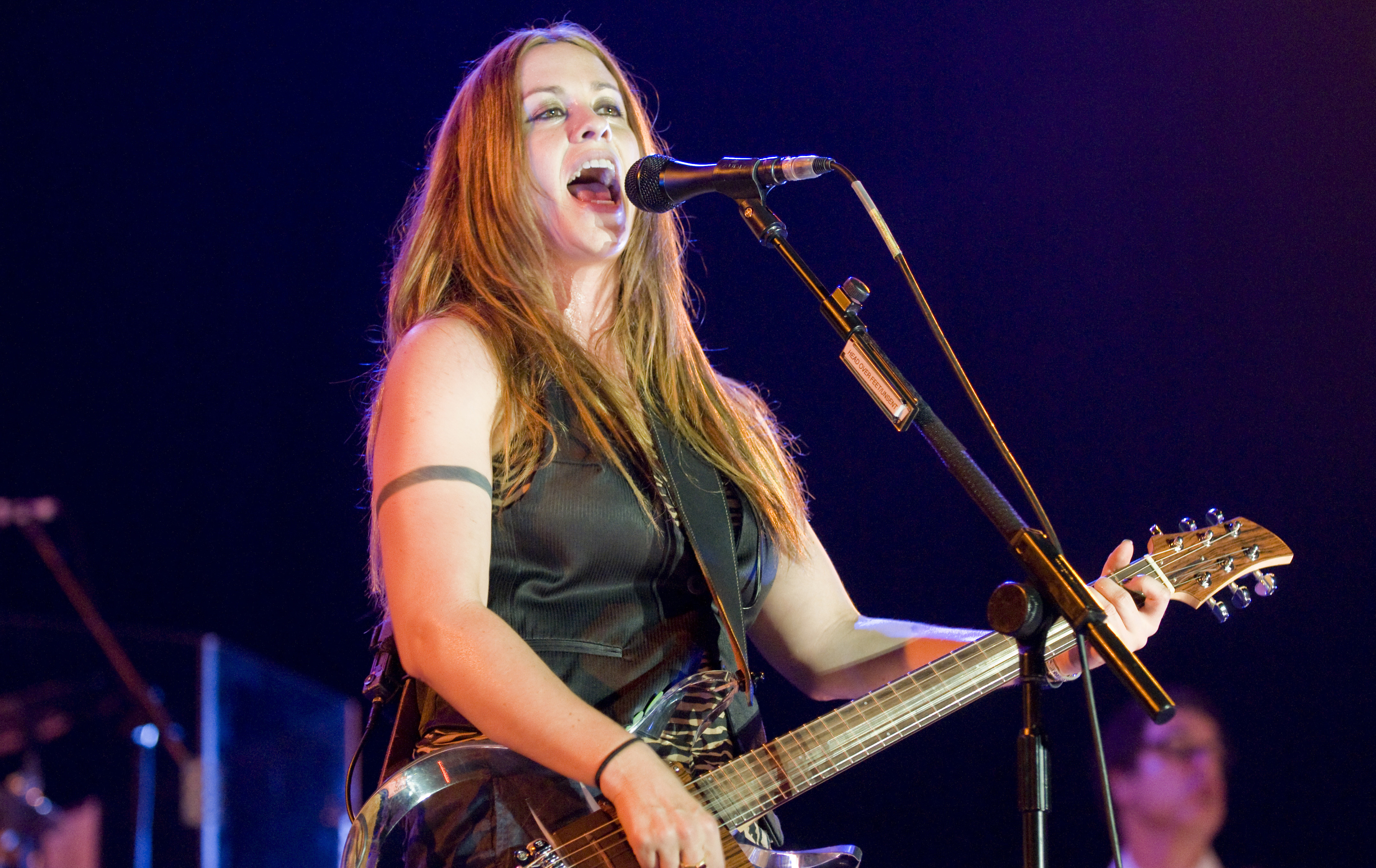
2008年にバルセロナで行われたコンサート。

2004年4月に開催されたジュノー賞において、バスローブ姿でホストを務める。その後の2004年5月には6thアルバム『ソー・コールド・カオス』がリリースされ、全米アルバムチャートにて初登場5位を記録。
2005年6月には自身最大のヒット作『ジャグド・リトル・ピル』発売から10周年を記念して、同アルバムのアコースティックバージョン『ジャグド・リトル・ピル〜アコースティック』をリリース。6月26日まではアメリカのスターバックス限定で販売してから、その後に一般ストアで販売。直後の2005年11月には、初のベストアルバム『ザ・コレクション』をリリースし、全米で30万枚以上を売り上げている。また、このアルバムにはシールのカバー曲「クレイジー」が収録されている。
2006年公開の映画『ナルニア国物語/第1章: ライオンと魔女』に楽曲「ヴァンダーキンド」を提供し、第63回ゴールデングローブ賞にて「作曲賞」にノミネートされる。2007年には、ブラック・アイド・ピーズのヒット曲「マイ・ハンプス」を皮肉たっぷりにカバーしたビデオを制作し、YouTubeで話題を呼んだ。

### フレイヴァーズ・オブ・エンタングルメント
2008年5月30日には7thアルバム『フレイヴァーズ・オブ・エンタングルメント』をリリース。また、2010年バンクーバーオリンピック閉会式にて、映画『ナルニア国物語/第1章: ライオンと魔女』の主題歌である「ヴァンダーキンド」を披露した。この楽曲は、同映画のサウンドトラックCDにのみ収録されている。

### ハヴィック・アンド・ブライト・ライツ
2012年8月、8thアルバム『ハヴィック・アンド・ブライト・ライツ』を発売。レーベルはソニーミュージック傘下のCollective Sounds。

## 人物
カトリックの家系に育ちながら、後年仏教に帰依。熱心な仏教徒としても知られており、2008年8月、ダライ・ラマ14世による平和推進活動支援アルバム『ソングス・フォー・チベット』に、スティング、スザンヌ・ヴェガらとともに参加した。
2005年にアメリカの市民権を取得。双子の弟がいる。
2021年、アラニス・モリセットは15歳の時に受けた性的虐待について、ドキュメンタリー映画『Jagged』で告白。
この告白は、#MeToo運動の文脈の中で行われており、彼女自身も過去の傷を抱えながら活動を続けてきたことが強調されている。

## ディスコグラフィ

### アルバム
| 年                                        | タイトル                                                                                      | アルバム詳細 | チャート最高位 | チャート最高位 | チャート最高位 | チャート最高位 | チャート最高位 | チャート最高位 | チャート最高位 | チャート最高位 | チャート最高位 | チャート最高位 | 認定 |
| 年                                        | タイトル                                                                                      | アルバム詳細 | CAN            | AUS            | AUT            | FRA            | GER            | NLD            | NZ             | SWI            | UK             | US             | 認定 |
| ----------------------------------------- | --------------------------------------------------------------------------------------------- | --- | -------------- | -------------- | -------------- | -------------- | -------------- | -------------- | -------------- | -------------- | -------------- | -------------- | --- |
| 1991                                      | Alanis                                                                                        | - 発売日: 1991年4月6日 - レーベル: MCA - フォーマット: CD, cassette                                                 | 28             | —              | —              | —              | —              | —              | —              | —              | —              | —              | - CAN: プラチナ |
| 1992                                      | Now Is the Time                                                                               | - 発売日: 1991年4月6日 - レーベル: MCA - フォーマット: CD, cassette                                                 | 40             | —              | —              | —              | —              | —              | —              | —              | —              | —              | - CAN: ゴールド |
| 1995                                      | ジャグド・リトル・ピル Jagged Little Pill                                                     | - 発売日: 1995年6月13日 - レーベル: Maverick - フォーマット: CD, LP, cassette - 全米売上: 1,500万枚                 | 1              | 1              | 2              | 6              | 3              | 1              | 1              | 2              | 1              | 1              | - CAN: 2× ダイヤモンド - AUS: 14× プラチナ - AUT: 2× プラチナ - GER: 2× プラチナ - SWI: プラチナ - UK: 10× プラチナ - US: 16× プラチナ |
| 1998                                      | サポーズド・フォーマー・インファチュエイション・ジャンキー Supposed Former Infatuation Junkie | - 発売日: 1998年11月3日 - レーベル: Maverick - フォーマット: CD, LP, cassette - 全米売上: 260万枚                   | 1              | 2              | 3              | 5              | 1              | 2              | 1              | 1              | 3              | 1              | - CAN: 4× プラチナ - AUS: 2× プラチナ - AUT: プラチナ - GER: プラチナ - SWI: プラチナ - UK: プラチナ - US: 3× プラチナ                 |
| 2002                                      | アンダー・ラグ・スウェプト Under Rug Swept                                                    | - 発売日: 2002年2月26日 - レーベル: Maverick - フォーマット: CD, LP, cassette, digital download - 全米売上: 100万枚 | 1              | 1              | 1              | 2              | 1              | 2              | 11             | 1              | 2              | 1              | - CAN: プラチナ - AUS: プラチナ - AUT: ゴールド - GER: ゴールド - SWI: プラチナ - UK: ゴールド - US: プラチナ                          |
| 2004                                      | ソー・コールド・カオス So-Called Chaos                                                        | - 発売日: 2004年5月18日 - レーベル: Maverick - フォーマット: CD, LP, digital download - 全米売上: 47.5万枚          | 2              | 15             | 1              | 5              | 1              | 1              | —              | 2              | 8              | 5              | - AUT: ゴールド - GER: ゴールド - SWI: プラチナ - UK: シルバー                                                                         |
| 2008                                      | フレイヴァーズ・オブ・エンタングルメント Flavors of Entanglement                              | - 発売日: 2008年6月10日 - レーベル: Maverick - フォーマット: CD, digital download - 全米売上: 23.5万枚              | 3              | 17             | 3              | 6              | 8              | 7              | 35             | 1              | 15             | 8              | - SWI: ゴールド |
| 2012                                      | ハヴィック・アンド・ブライト・ライツ Havoc and Bright Lights                                  | - 発売日: 2012年8月28日 - レーベル: Collective Sounds - フォーマット: CD, LP, digital download - 全米売上: 3.3万枚  | 1              | 22             | 1              | 20             | 2              | 2              | 27             | 1              | 12             | 5              | - GER: ゴールド |
| "—"は未発売またはチャート圏外を意味する。 |                                                                                               | |                |                |                |                |                |                |                |                |                |                | |

### その他
| 発売日                            | タイトル                                                             | 形式                       | 備考 |
| --------------------------------- | -------------------------------------------------------------------- | -------------------------- | --- |
| ：1999年11月9日 ：1999年11月25日  | MTV アンプラグド MTV Unplugged                                       | ライブ・アルバム           | MTVアンプラグドでのライブを収録                                                                          |
| ：2004年6月15日                   | iTunes Originals                                                     | iTunes                     | |
| ：2005年6月13日 ：2005年7月27日   | ジャグド・リトル・ピル〜アコースティック Jagged Little Pill Acoustic | コンピレーション・アルバム | アルバム『ジャグド・リトル・ピル』発売から10周年を記念してアコースティック・レコーディングされたアルバム |
| ：2005年11月15日 ：2005年11月23日 | ザ・コレクション The Collection                                      | ベスト・アルバム           | |

### DVD
- 『ジャグド・リトル・ピル、ライヴ』 - Jagged Little Pill, Live (：1997年、：1997年)
- 『VH1 ストーリーテラーズ』 - VH1 Storytellers (：2005年4月26日、：2005年6月08日)
  - アメリカのケーブルテレビチャンネルVH1の音楽番組「VH1 ストーリーテラーズ」からのDVDパッケージ
- 『フィースト・オン・スクラップス』 - Feast on Scraps (：2002年12月10日、：2006年1月18日)
  - ボーナスCD付き[28]

## 日本公演
- 1996年
11月11日 赤坂BLITZ、12日 渋谷公会堂、13日 NHKホール、15日 大阪厚生年金会館、17日 福岡市民会館、19日 名古屋センチュリーホール
- 1999年
4月18日 神奈川県民ホール、19日 大阪城ホール、21日 福岡サンパレス、23日 名古屋センチュリーホール、24日、25日 日本武道館
- 2001年 Fuji Rock Festival 01
7月28日 苗場スキー場
- 2002年 Special Live
3月22日 赤坂BLITZ
- 2002年
10月2日 宮城県民会館、3日、4日 日本武道館、6日 パシフィコ横浜国立大ホール、8日 大阪城ホール、9日 名古屋センチュリーホール、10日 福岡サンパレス
- 2004年
9月27日、28日 東京国際フォーラムホールA、30日 大阪フェスティバルホール、10月1日 愛知厚生年金会館
- 2005年愛知万博（「カナダ・ナショナルデー」メインイベント）
4月5日 EXPOドーム
- 2018年　1月30日(火)、31日(水)豊洲PIT　来日中止
- 2020年　4月2日(木)豊洲PIT、4月3日(金)Zepp Namba　『ジャグド・リトル・ピル』25周年ツアー　来日中止

## 出演

### 映画
- Anything for Love（1993年）
- 『ドグマ』 - Dogma（1999年）
- 『ジェイ&サイレント・ボブ 帝国への逆襲』 - Jay and Silent Bob Strike Back（2001年）
- 『五線譜のラブレター』 - De-Lovely（2004年）
- 『FUCK』 - Fuck（2005年）
- Just Friends（2005年）
- Radio Free Albemuth（2010年）
- 『ル・コルビュジエとアイリーン 追憶のヴィラ』 - The Price of Desire（2015年）

### テレビ
- You Can't Do That on Television（1986年）
- Malhação（1996年）
- 『セックス・アンド・ザ・シティ』 - Sex and the City（2000年）
- 『ラリーのミッドライフ★クライシス』 - Curb Your Enthusiasm（2002年）
- Celebridade（2003年）
- American Dreams（2004年）
- Degrassi: The Next Generation（2005年）
- Lovespring International（2006年）
- 『NIP/TUCK マイアミ整形外科医』 - Nip/Tuck（2006年）
- 『Weeds ママの秘密』 - Weeds（2009年 - 2010年）
- Up All Night（2012年）
- Top Wing（2018年）